# Kobelbach (Kienbach)
Der Kobelbach ist ein linker Zufluss des Kienbachs im oberbayerischen Landkreis Starnberg.

## Geographie
Der Kobelbach entsteht im Maimoos im Nordwesten des Kerschlacher Forstes nordnordöstlich des Dorfes Pähl im Landkreis Weilheim-Schongau. Er läuft nordwärts, wechselt bald über die Gemeinde- und Landkreisgrenze ins Gemeindegebiet von Andechs über und mündet nach etwa 1,5 km langem Lauf etwa zwei Kilometer westlich von Machtlfing auf 698 m ü. NHN von links in den oberen Kienbach.